# 九月五日 (电影)
《九月五日》（英語：September 5）是2024年上映的历史剧情驚悚片，由美国和德国合拍，蒂姆·菲尔巴姆执导，彼得·賽斯嘉、约翰·马加罗、本·卓别林、莱奥妮·贝内施主演。电影以美国广播公司（ABC）体育报道团队的视角展现1972年夏季奥运会期间发生的慕尼黑惨案。电影于2024年8月29日在第81屆威尼斯影展全球首映，同年12月13日在美国有限上映，2025年1月17日全美公映，由派拉蒙影業和共和影业联合发行。电影获得第97屆奧斯卡金像獎最佳原创剧本奖提名。

## 剧情
故事发生在1972年夏季奥林匹克运动会，美国广播公司ABC Sports报道团队来到德国慕尼黑，报道这届充满活力但相对平淡的奥运会。美国犹太游泳选手马克·斯皮茨击败德国选手夺得金牌后，ABC Sports台长鲁内·阿尔莱奇将德国选手的反应切进画面，并计划在采访斯皮茨的时候介绍纳粹德国屠杀犹太人的屈辱历史。运营主管马文·贝德（Marvin Bader）非常不认同阿尔莱奇的操作，阿尔莱奇表示要想有效广播，必须强调情感而非政治。
比赛结束当晚，远处传来枪声。在当地翻译玛丽安（Marianne）的协助，一行人紧盯着当地警方电台的最新动态，进而得知方才发生了恐怖袭击。原来，巴勒斯坦激进武装组织黑色九月闯入以色列代表团驻地，胁持了以色列运动员，要求以色列当局释放数百名巴勒斯坦囚犯作为交换。播控室主管杰弗里·梅森（Geoffrey Mason）嗅到爆款新闻的气息，立马要求团队将重点转为报道人质危机。为了让此次报道更加扣人心弦，梅森和阿尔莱奇制定周详方案，与台里协商更加有力的转播时间点，甚至伪造身份证件，让转播团队进入已经封闭的奥运村。就在团队大部分成员热情满满，认为这场冲突很快就得到完美解决的时候，巴德却显得十分沮丧，跟梅森和阿尔莱奇说现在有人的性命受到威胁，警告他们会影响恐怖分子的叙事。
由于警方与武装组织谈判失败，局面迅速恶化。大批新闻媒体来到奥运村现场，争着拿到最新的消息，拍下警匪对峙的现场画面。看到其他同行这么激进，梅森抢新闻的情绪更加激烈。可没过多久，团队就发现恐怖分子也在看他们的节目，继而导致警方营救行动失败。警方突袭了ABC的播控室，用枪口对准报道团队，要他们立马停止广播，但被梅森拒绝。最终，恐怖分子将人质转移到菲斯滕费尔德布鲁克军用机场，梅森派玛丽安去机场转播。讽刺的是，梅森特地给她配了录音设备，方便她在枪战爆发的时候录下现场声音。
玛丽安与其他媒体的团队抵达机场，跟梅森说传闻人质获释，最终得到德國電視二台确认。巴德恳求梅森不要公开人质获释的消息，直至消息得到正式确认，认为提前公开会被其他电视台跟着报道。梅森不愿意输给同行，直接公开了消息。巴德非常生气，但梅森很快就收到当局的传真，称德国总理确认人质获释，巴德心情很快就平静下来。就在团队成员开始互相庆祝，梅森计划采访幸存者的时候，巴德走到控制室外面，和阿尔莱奇一起庆祝。彼时ABC采访了德国政府新闻发言人康拉德·阿勒斯，阿勒斯以乐观心态看到此次危机。
然而没过多久，巴德联系了德国当局的内部人士，确认营救行动彻底失败，人质全部遇害，意味着台里的报道完全错误。醒悟过来梅森让主持人吉姆·麦凯在直播节目中纠正真实的情况。尽管如此，阿尔雷奇还是赞扬了他的出色工作，玛丽安则为又有无辜民众在德国土地上失去生命而感到悲痛，她和无数记者待在机场，寸步不离，只为了在人质殒命时获取独家新闻。
片尾字幕显示慕尼黑惨案是人类史上第一场电视实况转播的恐怖袭击，吸引全球9亿人观看，是史上观看人数最多的电视转播。

## 演员
- 彼得·賽斯嘉 饰 鲁内·阿尔莱奇（英语：Roone Arledge），ABC Sports台长
- 约翰·马加罗（英语：John Magaro） 饰 杰弗里·梅森（Geoffrey Mason），播控室主任
- 本·卓别林（英语：Ben Chaplin） 饰 马尔文·巴德（Marvin Bader），ABC Sports行动主任
- 莱奥妮·贝内施 饰 玛丽安·格布哈特（Marianne Gebhardt），报道团队专用翻译，会说德语和希伯来语
- 齐内丁·苏阿莱姆（英语：Zinedine Soualem） 饰 雅克·莱斯加德（Jacques Lesgards）
- 乔治娜·里奇（英语：Georgina Rich） 饰 格拉迪斯·戴斯特（Gladys Deist）
- 科瑞·约翰逊（英语：Corey Johnson (actor)） 饰 汉克·汉森（Hank Hanson）
- 马库斯·卢瑟福（Marcus Rutherford）饰 卡特·杰弗里（Carter Jeffrey）
- 丹尼尔·阿德奥桑（Daniel Adeosun）饰 加里·斯劳特（Gary Slaughter）
- 班傑明·沃克 饰 彼得·詹寧斯，记者
- 罗尼·赫尔曼（Rony Herman）饰 大衛·貝加，被挟持的犹太裔举重运动员

美国广播公司主播吉姆·麦凯和彼得·詹宁斯（Peter Jennings）出现在《体育大世界》节目的资料画面中。

## 制作
电影大量引用ABC转播慕尼黑奥运会及人质危机的历史画面。导演菲尔巴姆与制作团队耗费几个月时间研究慕尼黑惨案，与布景设计团队还原了当天ABC Sports的转播室。

## 发行
2024年8月29日，电影作为第81屆威尼斯影展“地平线附加”单元开幕片全球首映。派拉蒙影業和共和影业买下电影全球发行权（除德国、奥地利、瑞士）。电影在威尼斯和特柳赖德电影节获得如潮好评后，派拉蒙决定保留电影发行权，不卖给其他发行商。电影被多倫多國際電影節拒绝放映，《荷里活報道》记者斯科特·费恩伯格（Scott Feinberg）推测主办方考虑到以巴冲突的大背景下，上映该片会引发争议。此前，主办方曾计划放映以俄军视角展现俄乌战争的纪录片《战时俄军》，但这部片子引发乌克兰人大规模抗议，主办方不得以撤销放映计划。
2025年2月，电影在第54届鹿特丹国际电影节聚光灯单元放映。
电影原计划2024年11月27日在北美上映，后来被发行商派拉蒙改为11月29日有限上映，两周后的12月13日公映。后来有限上映时间改为2024年12月13日，公映推迟到2025年1月17日。此前曾计划推迟至2月初公映。

## 反响
根据評論匯總网站爛番茄汇总的147篇评论文章，93%的评论家给予该作正面评价，平均打分为7.8分（满分10分）。该网站总结的评论家共识是“《九月五日》捕捉新闻编辑室里的妥协、奉献和人性缺陷，记录了广播媒体历史上的悲剧事件，值得一看。”在Metacritic上，根據26位影評人給予77分（滿分100分），這部電影獲得了「普遍好評」。
导演威廉·戈登伯格将电影列入个人2024年最喜爱电影名单。

### 奖项
| 大奖                       | 颁奖日期       | 奖项                           | 获得者 | 结果 | 参考   |
| -------------------------- | -------------- | ------------------------------ | --- | ---- | ------ |
| 好莱坞媒体音乐奖           | 2024年11月20日 | 最佳独立电影原创配乐           | 洛伦兹·丹格尔 | 提名 | [ 17 ] |
| 聖地牙哥影評人協會         | 2024年12月9日  | 最佳群体演出                   | 《九月五日》 | 獲獎 | [ 18 ] |
| 聖地牙哥影評人協會         | 2024年12月9日  | 最佳剪辑                       | 汉斯约格·魏斯布里希 | 獲獎 | [ 18 ] |
| 舊金山灣區影評人協會       | 2024年12月15日 | 最佳剪辑                       | 汉斯约格·魏斯布里希 | 提名 | [ 19 ] |
| 圣路易斯影评人协会         | 2024年12月15日 | 最佳影片                       | 《九月五日》 | 提名 | [ 20 ] |
| 圣路易斯影评人协会         | 2024年12月15日 | 最佳剪辑                       | 汉斯约格·魏斯布里希 | 提名 | [ 20 ] |
| 纽约在线影评人协会         | 2024年12月16日 | 最佳影片                       | 《九月五日》 | 提名 | [ 21 ] |
| 纽约在线影评人协会         | 2024年12月16日 | 最佳剧本                       | 莫里茨·宾德、蒂姆·费尔鲍姆 | 提名 | [ 21 ] |
| 金球獎                     | 2025年1月5日   | 最佳戲劇類影片                 | 《九月五日》 | 提名 | [ 22 ] |
| 奥斯汀影评人协会           | 2025年1月6日   | 最佳剪辑                       | 汉斯约格·魏斯布里希 | 提名 | [ 23 ] |
| 洛杉磯影評人協會           | 2025年1月11日  | 最佳剪辑                       | 汉斯约格·魏斯布里希 | 獲獎 | [ 24 ] |
| 评论家选择电影奖           | 2025年2月7日   | 最佳原创剧本                   | 莫里茨·宾德、蒂姆·费尔鲍姆、亚历克斯·大卫 | 待定 | [ 25 ] |
| 评论家选择电影奖           | 2025年2月7日   | 最佳剪接                       | 汉斯约格·魏斯布里希 | 待定 | [ 25 ] |
| 奥提欧斯奖                 | 2025年2月12日  | 最佳商业剧情片或独立剧情片选角 | 南茜·福伊（Nancy Foy）、露辛达·西森（Lucinda Syson）、西蒙妮·贝尔（Simone Bär）、娜塔莎·文森特（Natasha Vincent）、朱丽叶·梅纳杰（Juliette Ménager） | 待定 | [ 26 ] |
| 獨立精神獎                 | 2025年2月22日  | 最佳剪辑                       | 汉斯约格·魏斯布里希 | 待定 | [ 27 ] |
| 美国退休人员协会成人电影奖 | 2025年2月23日  | 最佳成人电影                   | 《九月五日》 | 待定 | [ 28 ] |
| 美国退休人员协会成人电影奖 | 2025年2月23日  | 最佳男配角                     | 彼得·賽斯嘉 | 待定 | [ 28 ] |
| 美国退休人员协会成人电影奖 | 2025年2月23日  | 最佳整体演出                   | 《九月五日》 | 待定 | [ 28 ] |
| 美国退休人员协会成人电影奖 | 2025年2月23日  | 最佳历史片                     | 《九月五日》 | 待定 | [ 28 ] |
| 金卷轴奖                   | 2025年2月23日  | 最佳电影音效拟音               | 弗兰克·克鲁斯（Frank Kruse）、乌韦·齐尔纳（Uwe Zillner）、乔安娜·雷林豪斯（Johanna Rellinghaus）、本尼迪克特·尤贝（Benedikt Uebe）                   | 待定 | [ 29 ] |
| 奥斯卡金像奖               | 2025年3月2日   | 最佳原创剧本                   | 莫里茨·宾德、蒂姆·菲尔巴姆、亚历克斯·大卫 | 待定 | [ 30 ] |